# Awa Marie Coll Seck
Pour les articles homonymes, voir Seck.
Awa Marie Coll, épouse Seck, née le 1er mai 1951, est une médecin et femme politique sénégalaise. Chercheuse, en particulier sur le SIDA auquel elle a consacré de nombreuses publications, elle est responsable de département à l'ONUSIDA à Genève de 1996 à 2001. Entre 2001 et 2003 et de 2012 à 2017, elle est ministre de la Santé du Sénégal. Le 11 septembre 2017, elle devient ministre d'État auprès du président de la République du Sénégal. Elle reçoit le 20 Mai 2025 le prix de la Santé Mondiale de l’OMS

## Biographie

### Études et formation
Née en 1951, elle effectue des études de médecine, puis réussit un concours d’internat des hôpitaux de Dakar en 1975 et obtient son doctorat en médecine en 1978,,. En 1979-1980, elle passe une année au service de réanimation des maladies infectieuses de l’hôpital de la Croix-Rousse de Lyon en qualité d’assistante à titre étranger. De retour au Sénégal, elle obtient respectivement en 1982 et 1984 ses diplômes de spécialisation en bactériologie – virologie et en maladies infectieuses et tropicales à l'université Cheikh Anta Diop de Dakar. De 1982 à 1988, elle suit des formations en méthodologie de la recherche et en pédagogie à Dakar, Libreville, Bordeaux, et Annecy.

### Carrière sportive
Joueuse de basket-ball, elle évolue à la Jeanne d'Arc de Dakar.

### Carrière dans le domaine médical
En 1989, elle est nommée professeur titulaire de la chaire de maladies infectieuses à l'université de Dakar et chef du service des maladies infectieuses au centre hospitalier universitaire de Fann (Dakar). De 1989 à 1996, elle est responsable du groupe clinique-counseling du Comité national de lutte contre le sida (CNLS). À ce titre, elle coordonne les activités de prise en charge médicales et psychosociales des malades du sida.
De 1996 à 2001, elle rejoint les Nations unies, au sein du programme sur le VIH/SIDA (ONUSIDA), suit les actions de préventions et de traitement du Sida dans les différents continents et en effectue le bilan, tel en 1999 en tant que directrice adjointe de l'ONUSIDA.
En 2004, elle contribue à l'ouvrage Notre corps, notre santé. La santé sexuelle des femmes en Afrique subsaharienne, codirigé par Codou Bop et Fatou Sow.

### Carrière politique
Elle est sollicitée en mai 2001 au Sénégal par le président de la République Abdoulaye Wade, soucieux de faire revenir au pays une partie de son élite travaillant à l'étranger, pour occuper, au sein du gouvernement dirigé par Mame Madior Boye, le poste de ministre de la Santé et de la Prévention, en tant que personnalité de la société civile. Elle reste à ce même poste lors de la mise en place d'une nouvelle équipe gouvernementale en novembre 2002, le gouvernement Idrissa Seck (1). Elle fait porter l'action de son ministère, notamment, sur l'amélioration de la couverture vaccinale des enfants, et de la santé maternelle. Puis elle quitte le ministère lors du renouvellement de cette équipe en août 2003 (nouvelle équipe gouvernementale dite gouvernement Idrissa Seck (2).
Début 2004, elle devient directrice exécutive du partenariat mondial « Faire reculer le paludisme » ((intitulé en angl. : Roll Back Malaria),,.
En 2012, elle est à nouveau nommée ministre de la Santé, au sein du gouvernement Mbaye, le premier du successeur de Abdoulaye Wade à la présidence, Macky Sall. Elle est notamment confrontée à l'extension à plusieurs pays de l'Afrique de l'Ouest d'une épidémie d'Ebola, partie du sud de la Guinée en décembre 2013 et qui atteint le Sénégal en août 2014,.
Elle n'est pas reconduite à ce poste de ministre de la Santé dans le deuxième gouvernement Dionne du 7 septembre 2017, désireux de constituer une équipe aux profils politiques, mais devient en revanche, quelques jours plus tard, ministre d'État auprès de ce président de la République et elle préside le Comité National de l'Initiative pour la Transparence dans les Industries Extractives. Elle démissionne de son poste le 6 février 2024, au lendemain de l'annonce du report de l'élection présidentielle de 2024.

## DécorationsPrix de l’OMS 2025
- Ordre des Palmes académiques (France)
- Ordre national du Mérite (France)
- Ordre national du Mérite (Burkina Faso)        • Prix OMS 2025

## Synthèse
Études
- 1978 : docteur d’État en médecine (Dakar, Sénégal)
- 1982 : C.E.S. de bactériologie – virologie
- 1984 : C.E.S. de maladies infectieuses et tropicales (Dakar, Sénégal)

Carrière
- Ministre de la Santé et de l'Action sociale du Sénégal : depuis 2012
- Ministre de la Santé et de la Prévention  du Sénégal : de mai 2001 à 2003
- Directrice du département « Appui aux pays et aux régions à l’ONUSIDA Genève » : février – mai 2001
- Directrice du département « Politique, stratégies et recherches » à l’ONUSIDA : 1996 - février 2001
- Professeur titulaire de chaire des maladies infectieuses et chef de service (CHU de Fann) : 1989- 1996
- Coordonnatrice du groupe Clinique Counseling
- Coordonnatrice de la formation des personnels de santé et de l'Action sociale en matière de SIDA : 1989 - 1996
- Membre de l’équipe-pays de l’OMS Sénégal : 1993 – 1994
- Assistante à titre étranger, hôpital de la Croix-Rousse : 1979 – 1980

Consultations et recherche :
- Plusieurs consultations sur le sida, la santé et le développement de la santé de la reproduction pour beaucoup d’organisation internationales, particulièrement l’OMS et au Population Council
- Co-investigatrice «  Tuberculose et sida », en collaboration avec l’Institut de médecine et d'épidémiologie africaines (IMEA)
- Agence nationale de recherche sur le sida (ANRS), France et coopération française	 : 1996
- Membre du Réseau africain sur l’Éthique, le droit et le VIH (PNUD) : 1994 - 1996
- Membre du comité national Éthique sur la prévention du sida, Dakar : 1992 - 1996
- Membre du comité directeur du programme national de lutte contre le paludisme, Dakar : 1994 - 1996
- Présidente du comité scientifique de la conférence internationale sur le sida en Afrique, Dakar : 1991
- Co-présidente, groupe Clinique de la XIe conférence Internationale sur le sida à Vancouver (Canada) : 1996

Société scientifiques (membre de plusieurs sociétés scientifiques et ONG) :
- Association pour les femmes dans la lutte contre le SIDA en Afrique (SWAA)Membre fondateur et ex-Président de la SWAA Sénégal.
- Société internationale pour les maladies infectieuses (ex-membre du comité exécutif)
- Organisation pan-africaine de lutte contre le sida (OPALS)
- Membre fondateur et ex-présidente de l'OPALS Sénégal.
- Membre de l'Académie des sciences et technologies du Sénégal
- Membre fondateur et présidente du Collectif en mouvement pour l'équité, les valeurs et l'action (COMEVA)
- Membre associé de l'Académie nationale de Pharmacie, France (élue le 30.09.2015)
- 2003 : docteur honoris causa de l'Université Pierre-et-Marie-Curie[15].